# Castelcovati
Castelcovati är en ort och kommun i provinsen Brescia i regionen Lombardiet i Italien. Kommunen hade 6 578 invånare (2018).